# 1877 у літературі

## Книги
- «Анна Кареніна» — роман Льва Толстого.
- «Американець» — роман Генрі Джеймса.
- «Малостранські повісті» — збірка оповідань Яна Неруди.
- «Пастка» — роман Еміля Золя.

## П'єси
- «Стовпи суспільства» — п'єса Генріка Ібсена.

## Нехудожні книги
- «Викрита Ізіда» — книга Олени Блаватської.

## Народилися
- 22 січня — Болеслав Лесьмян, польський поет.
- 2 липня — Герман Гессе, німецький письменник.

## Померли
- 31 травня (12 червня) — Огарьов Микола Платонович, російський письменник.